# Buccinoidea
Buccinoidea es una superfamilia de moluscos gasterópodos marinos que tamaños muy pequeños a grandes.
Esta superfamilia se encuentra en el clado Neogastropoda según la taxonomía de los Gastropoda (Bouchet & Rocroi, 2005). Previamente había estado incluida dentro del infraorden Neogastropoda según la taxonomía de Gastropoda (Ponder & Lindberg, 1997).

## Familias
Las siguientes familias se encuentran dentro de Buccinoidea según la taxonomía de Gastropoda de Bouchet & Rocroi (2005):
- Austrosiphonidae Cotton & Godfrey, 1938
- Belomitridae Kantor, Puillandre, Rivasseau & Bouchet, 2012
- Buccinanopsidae Galindo, Puillandre, Lozouet & Bouchet, 2016
- Buccinidae Rafinesque, 1815
- Busyconidae Wade, 1917 (1867)
- Chauvetiidae Kantor, Fedosov, Kosyan, Puillandre, Sorokin, Kano, R. Clark & Bouchet, 2022[2]
- Colubrariidae Dall, 1904
- Columbellidae Swainson, 1840
- Cominellidae Gray, 1857
- Dolicholatiridae Kantor, Fedosov, Kosyan, Puillandre, Sorokin, Kano, R. Clark & Bouchet, 2022[2]
- † Echinofulguridae Petuch, 1994
- Eosiphonidae Kantor, Fedosov, Kosyan, Puillandre, Sorokin, Kano, R. Clark & Bouchet, 2022[2]
- Fasciolariidae Gray, 1853
- Melongenidae Gill, 1871 (1854)
- Nassariidae Iredale, 1916 (1835)
- Pisaniidae Gray, 1857
- Prodotiidae Kantor, Fedosov, Kosyan, Puillandre, Sorokin, Kano, R. Clark & Bouchet, 2022[2]
- Prosiphonidae Powell, 1951
- Retimohniidae Kantor, Fedosov, Kosyan, Puillandre, Sorokin, Kano, R. Clark & Bouchet, 2022[2]
- Tudiclidae Cossmann, 1901

Algunos géneros son tratados como sin asignación dentro de la superfamilia Buccinoidea.
Familias llevadas a la sinonimia:
- Alectrionidae Dall, 1908: sinonimia de Nassariinae Iredale, 1916 (1835)
- Anachidae Golikov & Starobogatov, 1972: sinonimia de Columbellidae Swainson, 1840
- Buccinulidae Finlay, 1928: sinonimia de Buccinulini Finlay, 1928
- Cominellidae: sinonimia de Buccinidae Rafinesque, 1815
- Nassidae Swainson, 1835: sinonimia de Nassariidae Iredale, 1916 (1835)
- Neptuneidae Stimpson, 1865: sinonimia de Buccinidae Rafinesque, 1815
- Peristerniidae Tryon, 1880: sinonimia de Peristerniinae Tryon, 1880
- Pyrenidae Suter, 1909: sinonimia de Columbellidae Swainson, 1840

## Galería

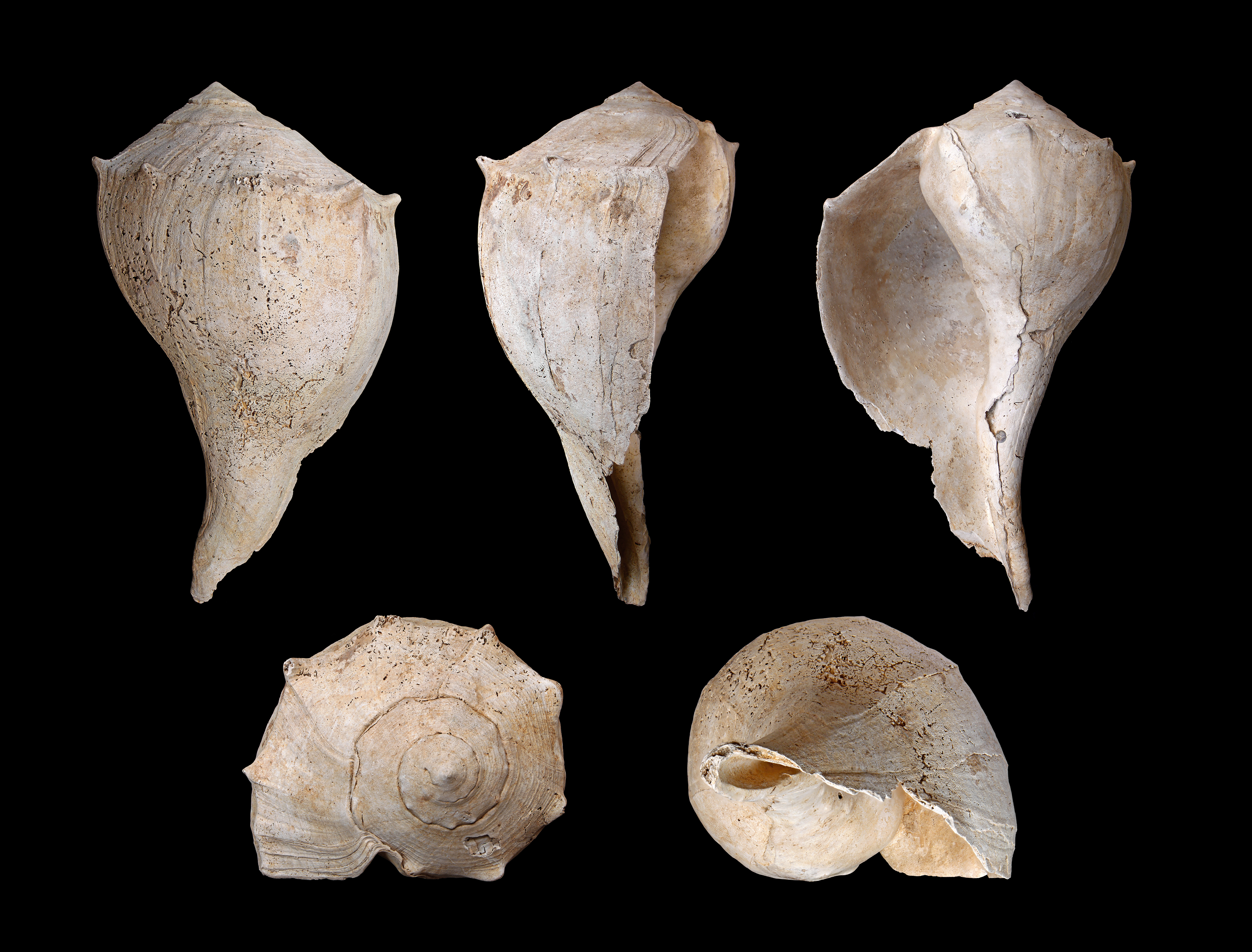
Busycon contrarium
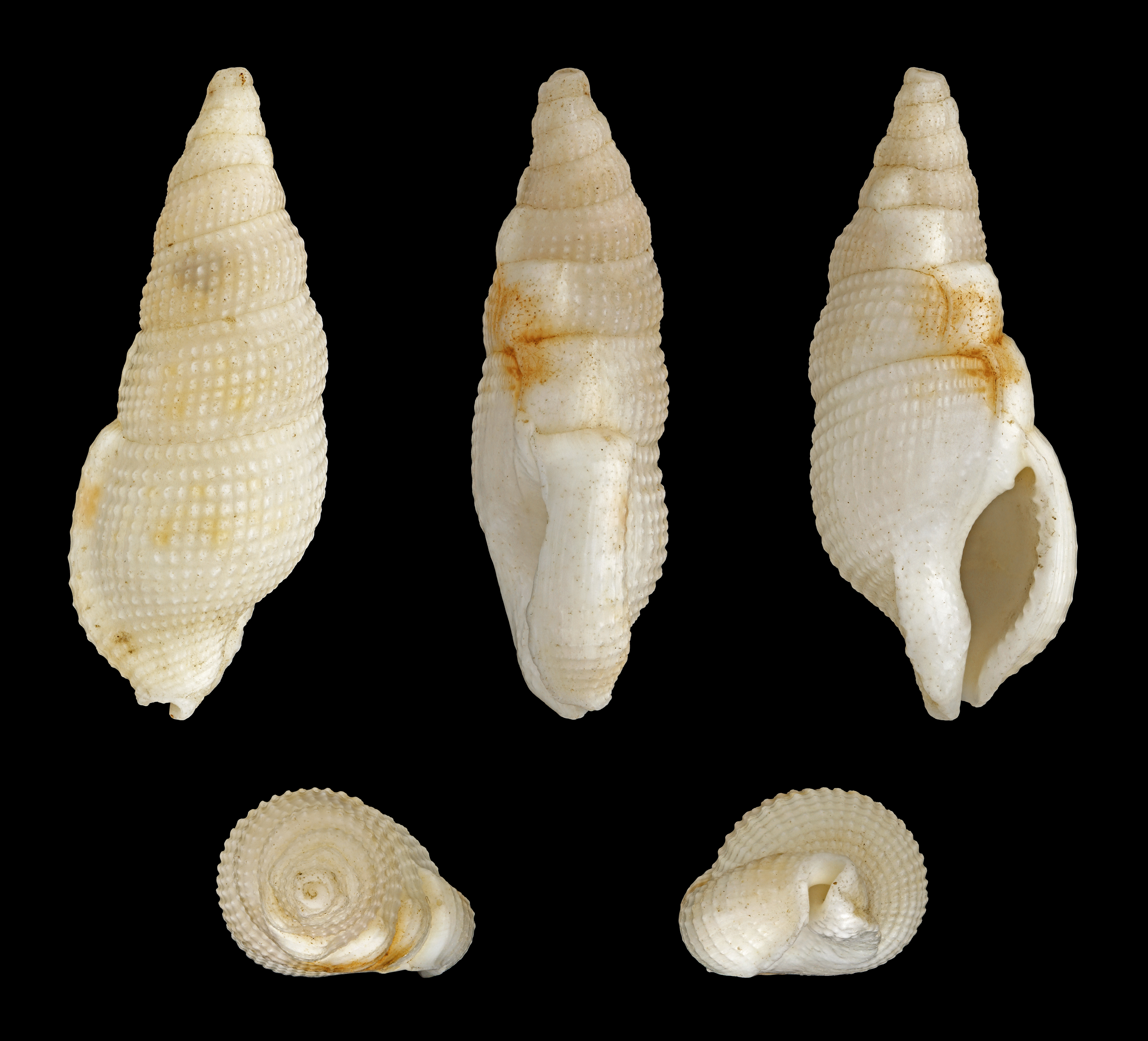
Colubraria tortuosa
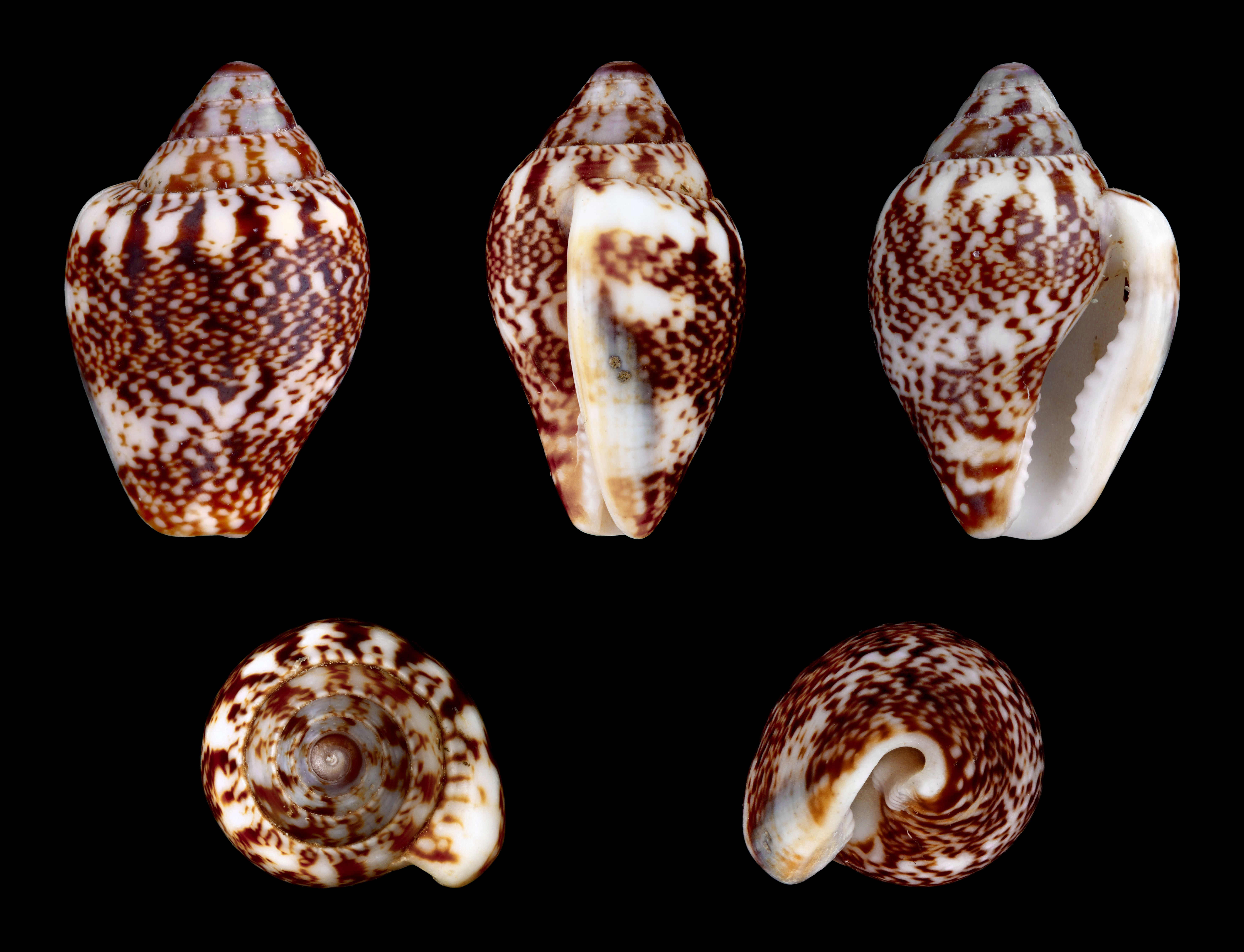
Columbela rustica
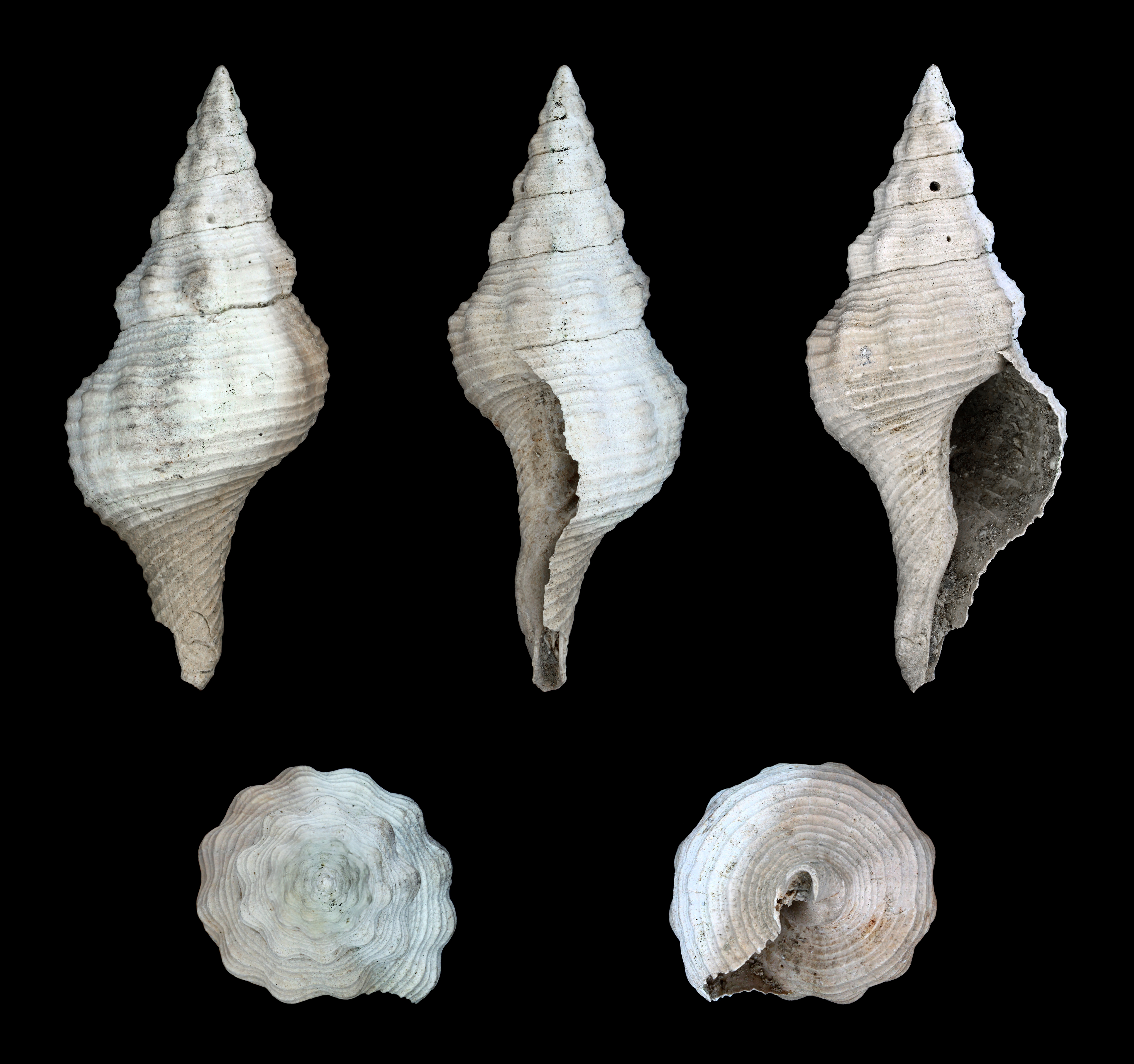
Fasciolaria scalarina
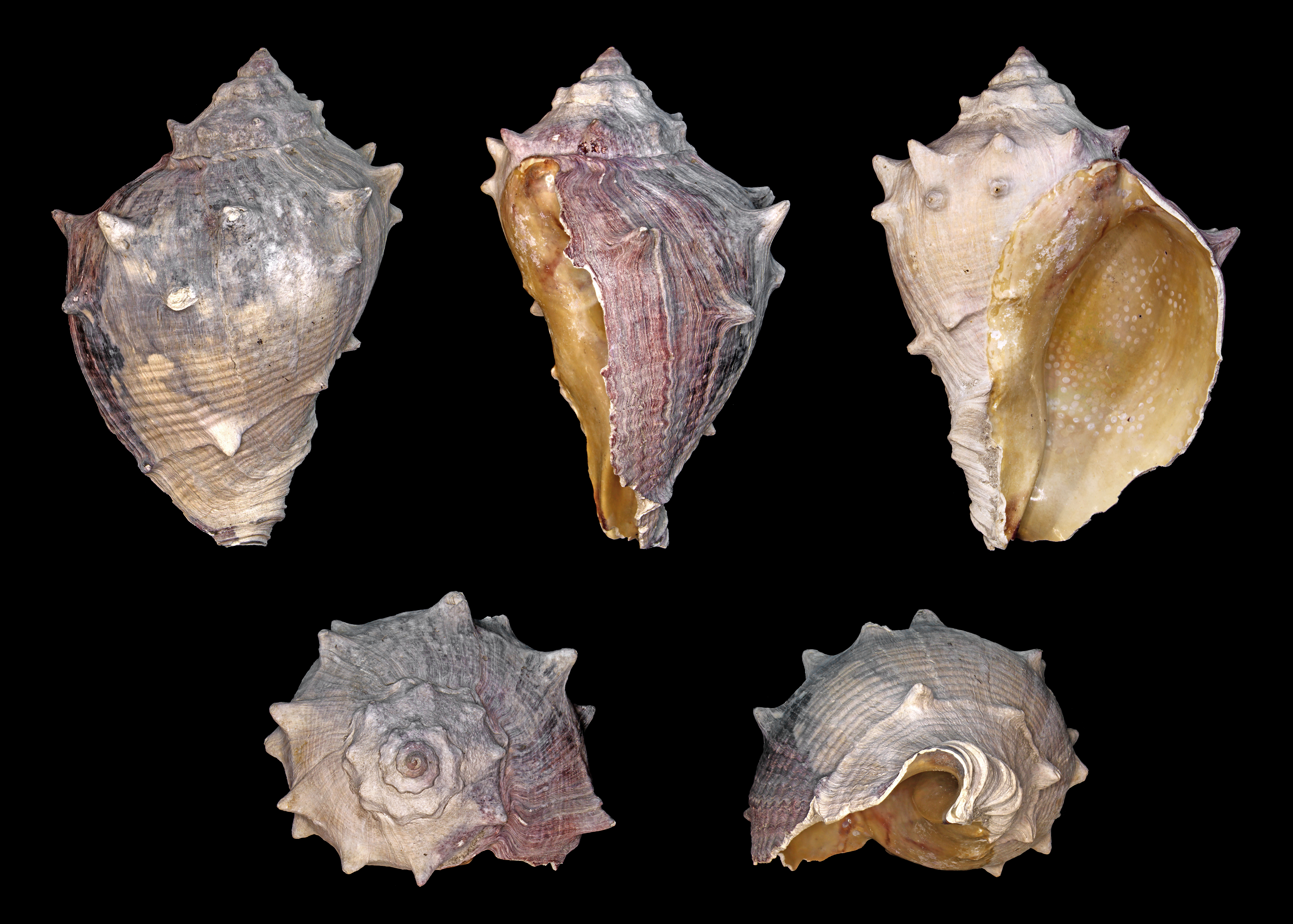
Melongena consors
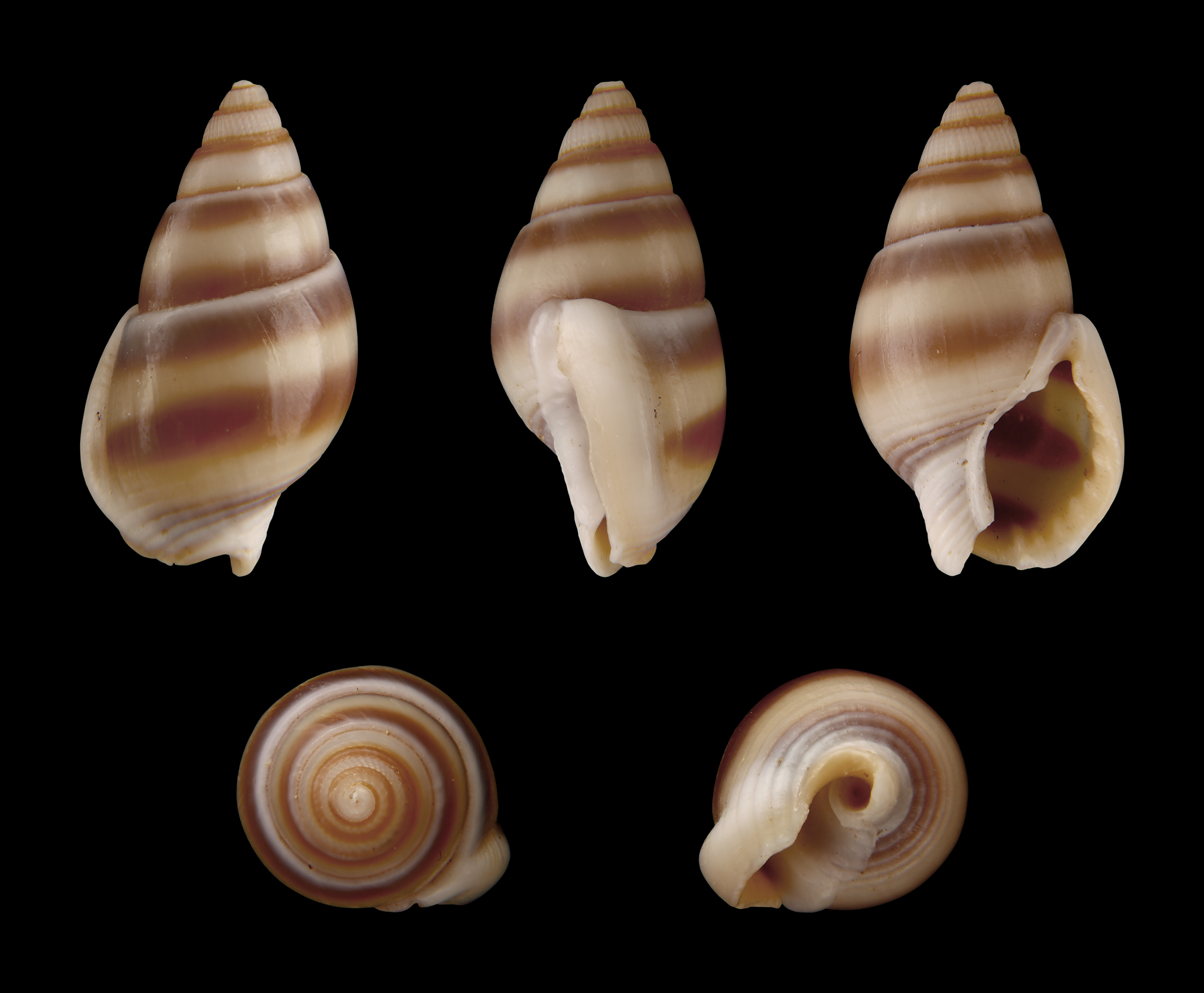
Nassarius reeveanus
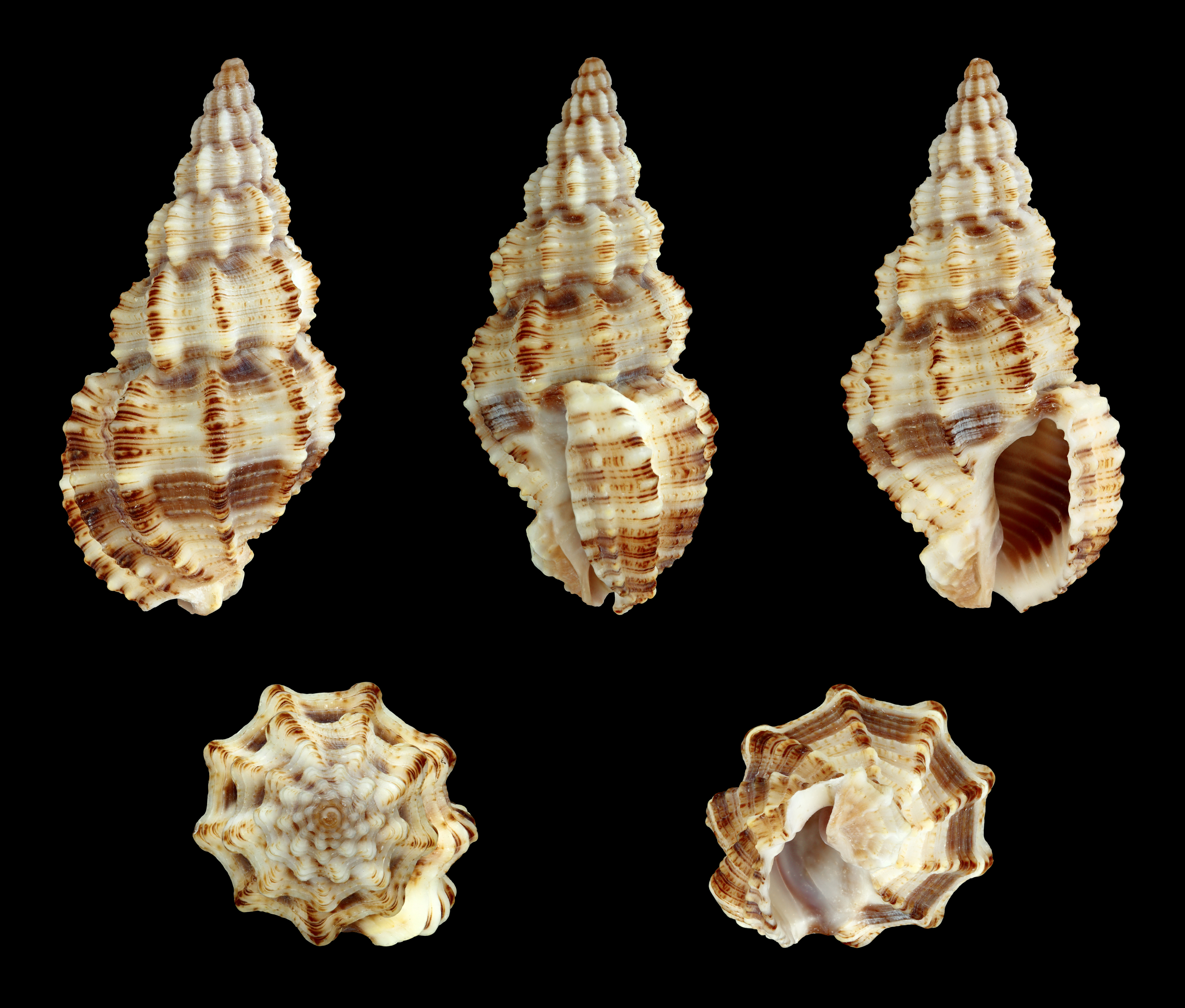
Phos senticosus